# Rödfläckig blåvinge
Rödfläckig blåvinge (Aricia agestis) är en fjäril i familjen juvelvingar och tribuset blåvingar.

## Underarter
Catalogue of Life listar 7 underarter:
- A. a. caeruleosignata Verity, 1946
- A. a. discojuncta Lempke, 1955
- A. a. gallica (Oberthür, 1910)
- A. a. infracandica Verity, 1920
- A. a. infracaotica Verity, 1920
- A. a. infralbens Verity, 1920
- A. a. infraplumbea Verity, 1920

## Beskrivning
Vingspannet är 24 till 28 millimeter. På ovansidan är vingarna brunaktiga med stora, orange fläckar längs ytterkanterna, medan undersidorna har en blek grundfärg, vita fläckar med svart mitt längs ytterkanterna blandat med band av delvis sammanhängande, orange fläckar. Arten påminner om midsommarblåvinge men har oftast fler och större orange fläckar på ovansidan.

## Utbredning
Utbredningsområdet sträcker sig från Medelhavsområdet och England över södra Sverige, Danmark (östra Jylland, Fyn, norra Själland och Bornholm till mellersta Sibirien, Altaj och Tianshan. Den saknas i Norge och Finland. 
I Sverige finns fjärilen i Skåne samt sedan början av 2000-talet i västra Blekinge. Den rödlistades 2010 som nära hotad (NT), men betraktas sedan 2015 som livskraftig (LC).

## Ekologi
Habitatet består av torra gräsmarker på sandjord, oftast i jordbruksområden, där fjärilarna flyger till nävor. Arten får två generationer per år. Den första övervintrar som larv: Utvecklingstiden (från ägg till fullbildad fjäril) är därför lång, från mitten av augusti till maj. Den andra generationen utvecklas betydligt snabbare, under juli. Som andra blåvingelarver utsöndrar larverna en söt vätska, som lockar myror att ta hand om dem. Flygtiderna för de fullbildade insekterna är från slutet av maj till och med juni, respektive från augusti till början av september.

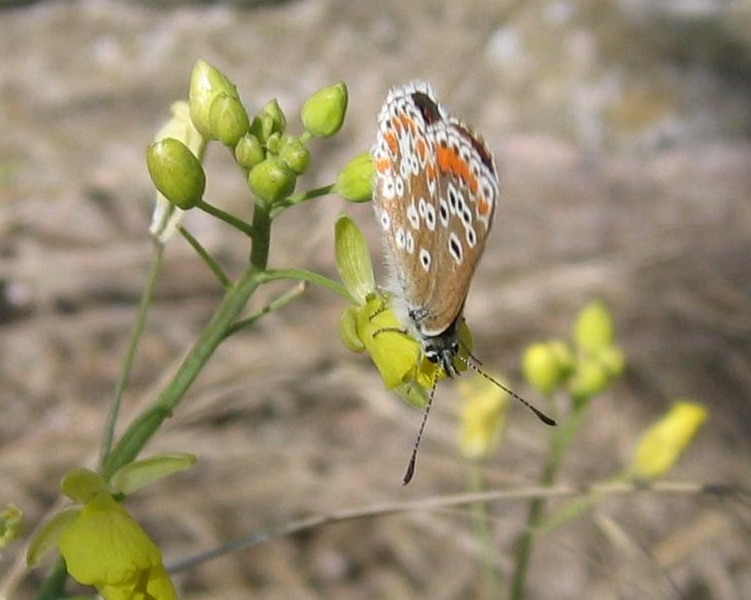
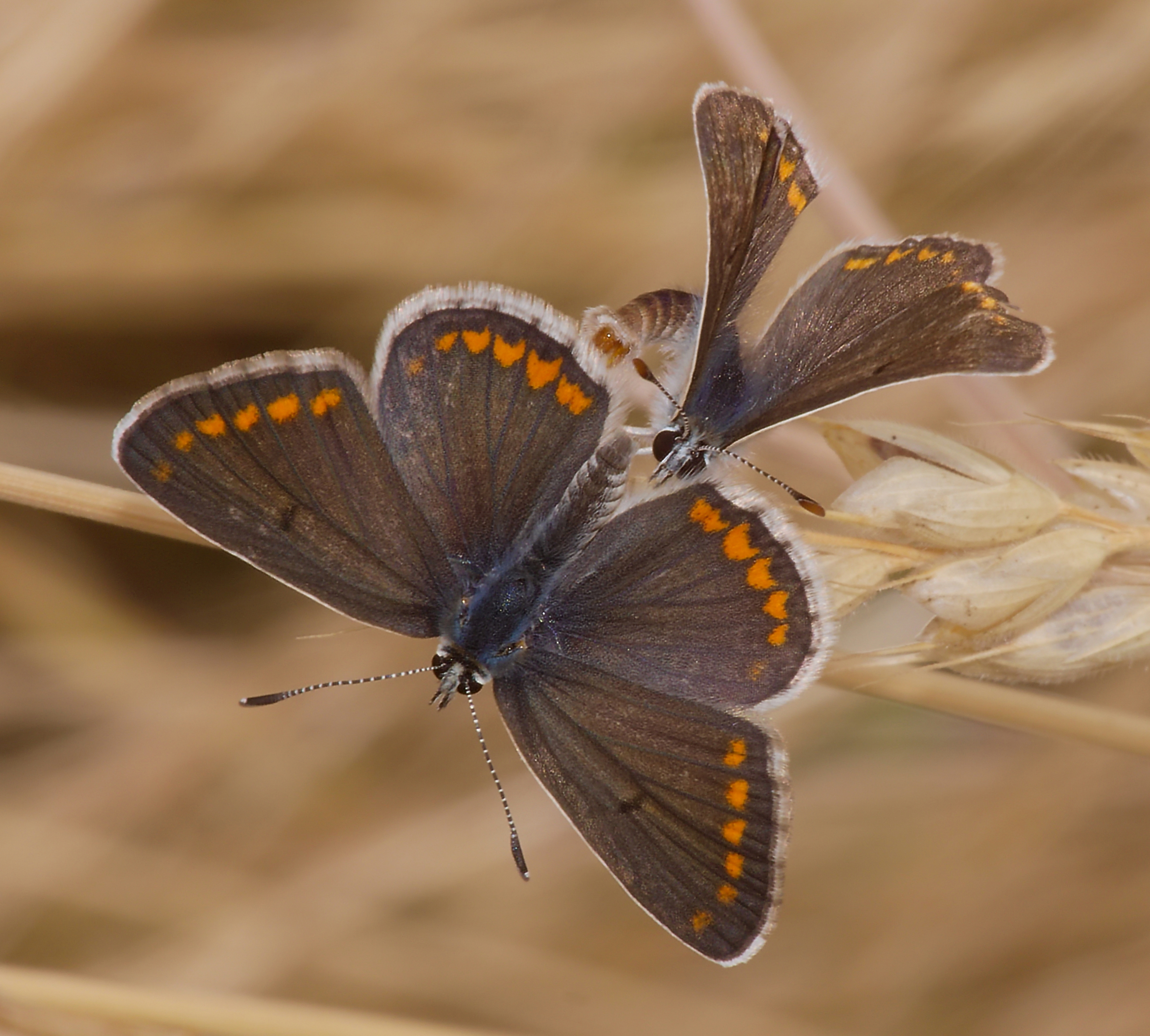
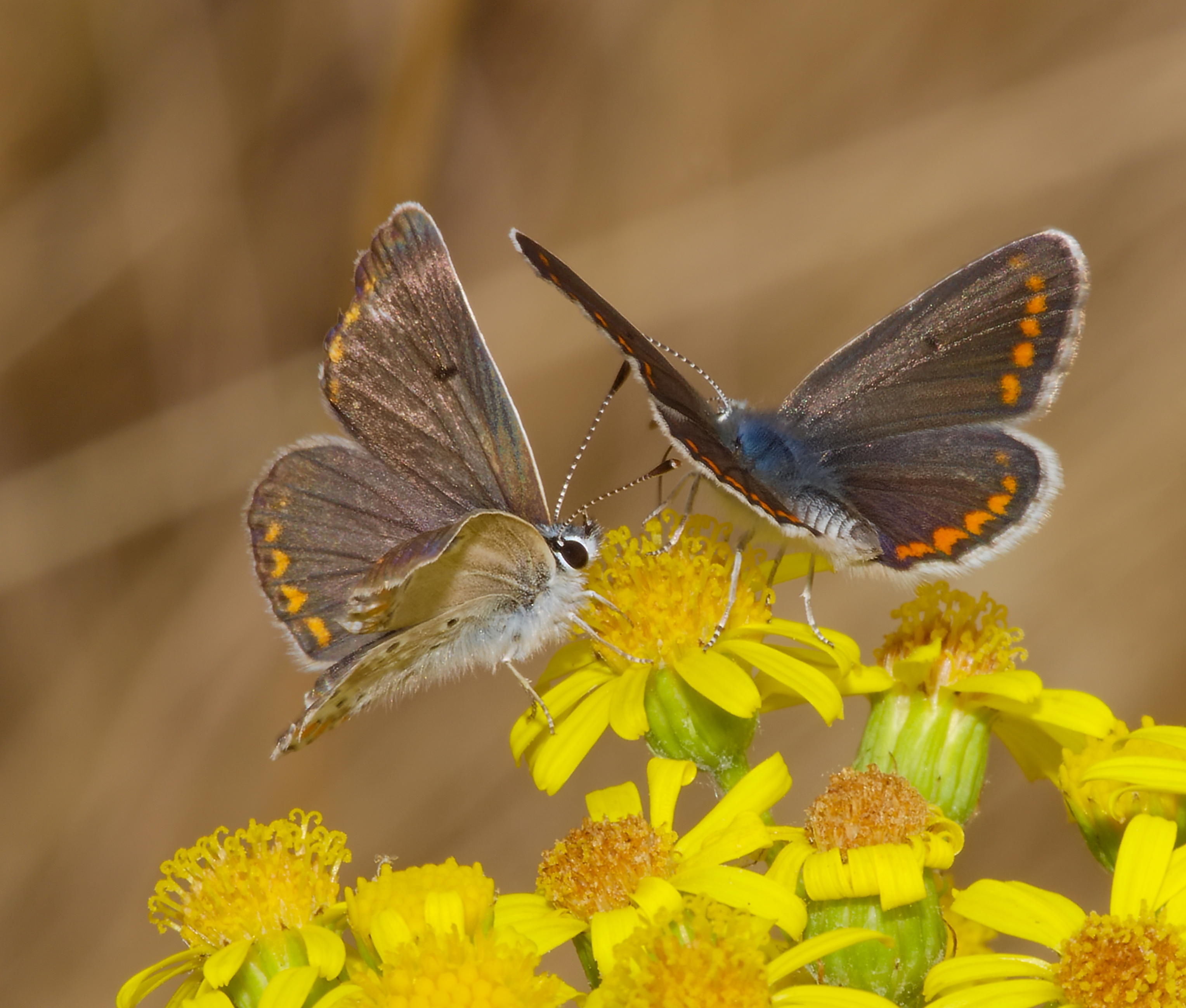

- Aricia agestis